# Denis Lawson
Denis Stamper Lawson (Crieff, Perthshire, 27 de septiembre de 1947) es un actor y director escocés más conocido por haber interpretado a John Jarndyce en Bleak House, a Gordon Urquhart en Local Hero, a Tom Campbell-Gore en la serie Holby City y a Wedge Antilles en las películas Star Wars. Es el tío del también actor Ewan Mcgregor.

## Biografía
Es hijo de Phyllis Stamper-Neno y de Laurence Lawson, tiene una hermana la productora Carol Diane Lawson-McGregor.
Sus sobrinos son el famoso actor Ewan McGregor ( que curiosamente también trabaja en Star Wars interpretando a Obi Wan Kenobi)  y el piloto de la Real Fuerza Aérea Colin McGregor.
Estudió en el Crieff Primary School y se entrenó en el Royal Scottish Academy of Music and Drama.
Salió con la actriz Diane Fletcher, con quien tuvo un hijo Jamie Lawson, la relación terminó después de siete años.
En 1985 comenzó a salir con la actriz Sheila Gish, la pareja estuvo junta por 20 años antes de casarse en el 2004, sin embargo el matrimonio terminó cuando Sheila murió en marzo del 2005 después de que perdiera su batalla en contra del cáncer facial.

## Carrera
En 1977 apareció por primera vez en las películas de Star Wars, Star Wars: Episodio IV - Una nueva esperanza donde interpretó al legendario piloto Wedge Antilles, un miembro de alianza rebelde quien se une a Luke Skywalker (Mark Hamill) y lo ayuda en la batalla de Yavin.
Ese mismo año obtuvo un papel en la película The Man in the Iron Mask donde dio vida a Claude y en la serie Rock Follies of '77 donde interpretó a Ken Church, la cual es la secuela del drama musical Rock Follies.
En 1980 apareció en la exitosa película Star Wars: Episodio V - El Imperio contraataca interpretando nuevamente al piloto Wedge Antilles. Ese mismo año interpretó a Albert Tuggridge en la serie The Good Companions.
En 1983 apareció en la popular película Star Wars: Episode VI - Return of the Jedi donde volvió a interpretar a Wedge Antilles.
En 1998 se unió al elenco de la serie The Ambassador donde interpretó a John Stone hasta el final en 1999.
En el 2002 se unió al elenco de la serie médica Holby City donde interpretó al doctor Tom Campbell-Gore, un cirujano cardiotorácico consultor hasta el 2004.
En el 2005 se unió al elenco de la miniserie Bleak House donde interpretó a John Jarndyce, tutor de Richard, Ada y Esther y propietario de la casa desolada.
En el 2007 apareció en un episodio de la segunda temporada de la serie Robin Hood donde interpretó a Harold de Winchester, un noble de Nottinghamshire que busca vengarse de Edward de Knighton (Michael Elwyn) casándose con su hija Lady Marian (Lucy Griffiths), por haberle quitado a la mujer que amaba Lady Kate la madre de Marian; Harold es asesinado por Guy of Gisborne (Richard Armitage) después de que lo apuñalara cuando intentaba salvar a Marian.
Ese mismo año interpretó a Peter Syme, un amigo del doctor Tom Jackman en la serie Jekyll.
En el 2009 apareció como invitado en la serie británica Law & Order: UK donde interpretó a Philip Woodleigh, un hombre rico cuya hija Joanna Woodleigh (Olivia Lumley) recibe un riñón, el cual había sido extraído de un joven que los detectives Ronnie Brooks (Bradley Walsh) y Matt Devlin (Jamie Bamber) habían encontrado atacado en un parque.
Ese mismo año se unió al elenco de la miniserie Criminal Justice donde interpretó al detective inspector en jefe de la policía Bill Faber.
En el 2011 apareció en la popular serie británica Hustle donde interpretó a Benny un estafador y "amigo" del grupo, que finge su muerte para supuestamente escapar del violento usurero Danush, sin embargo el grupo descubre que Benny los había estado engañando desde el inicio y que él solo quería vengarse de Mickey por haber escogido a Ash para formar parte del grupo y no a él.
Ese mismo año apareció en la serie Marchlands donde interpretó a Robert Bowen, el dueño del molino local, padre de Ruth y abuelo de Alice una joven que murió años atrás bajo circunstancias misteriosas mientras se encontraba bajo el cuidado de Robert.
En el 2012 se unió al elenco principal de la novena temporada de la serie New Tricks donde interpretó al exdetective inspector Steve McAndrew, que se une a la unidad de crímenes sin resolver y de casos abiertos, hasta el final de la serie en octubre del 2015. Denis remplazó al actor James Bolam quien interpretó al detective John 'Jack' Halford en las primeras nueve temporadas.
En 2018 participó en el primer episodio de la séptima temporada de Crimen en el paraíso donde interpretó a Philip Marston, un francés que decidió casarse en la isla británica de Saint-Marie, viéndose frustrado el enlace matrimonial debido al asesinato de su prometida.
En 2019 apareció en la película Star Wars: Episodio IX - El ascenso de Skywalker donde volvió a interpretar a Wedge Antilles.

## Filmografía

### Series de televisión
| Año         | Título                       | Personaje             | Notas                                     |
| ----------- | ---------------------------- | --------------------- | ----------------------------------------- |
| 2018        | Crimen en el paraíso         | Philip Marston        | episodio "Murder from Above"              |
| 2012 - 2015 | New Tricks                   | Det. Steve McAndrew   | 37 episodios                              |
| 2012        | Parade's End                 | Sir Reginald          | 2 episodios                               |
| 2012        | Them from That Thing         | Varios Personajes     | episodio # 1.1 - miniserie                |
| 2011        | Candy Cabs                   | Kenny Ho              | 3 episodios                               |
| 2011        | Marchlands                   | Robert Bowen          | 5 episodios                               |
| 2011        | Hustle                       | Benny                 | episodio "Benny's Funeral"                |
| 2010        | Just William                 | Director              | 2 episodios                               |
| 2009        | Mister Eleven                | Len                   | 2 episodios - miniserie                   |
| 2009        | Criminal Justice             | Det. Bill Faber       | 5 episodios - miniserie                   |
| 2009        | Law & Order: UK              | Philip Woodleigh      | episodio "Sacrifice"                      |
| 2008        | Mumbai Calling               | Phillip Glass         | episodio "All that Glitters Is Not Glass" |
| 2008        | The Passion                  | Annas                 | 3 episodios - miniserie                   |
| 2007        | Robin Hood                   | Harold de Winchester  | episodio "For England"                    |
| 2007        | Jekyll                       | Peter Syme            | 6 episodios                               |
| 2006        | Dalziel and Pascoe           | John Barron           | 2 episodios                               |
| 2006        | Feel the Force               | Gordon Campbell       | episodio "Wanted"                         |
| 2005        | Bleak House                  | John Jarndyce         | 15 episodios - miniserie                  |
| 2005        | Sensitive Skin               | Al Jackson            | 6 episodios                               |
| 2002 - 2004 | Holby City                   | Dr. Tom Campbell-Gore | 58 episodios                              |
| 2000        | Other People's Children      | Tom                   | 2 episodios                               |
| 2000        | Bob Martin                   | Greg                  | -                                         |
| 1998 - 1999 | The Ambassador               | John Stone            | 12 episodios                              |
| 1998        | Cold Feet                    | Alex Welch            | episodio # 1.4                            |
| 1997        | Pie in the Sky               | Nick Spencer          | episodio "In the Smoke"                   |
| 1996        | Tales from the Crypt         | Frank                 | episodio "Smoke Wrings"                   |
| 1992        | Screen One                   | Victor Grace          | episodio "Born Kicking"                   |
| 1992        | Natural Lies                 | James Towne           | 3 episodios                               |
| 1992        | El C.I.D.                    | Malcolm               | episodio "My Brother's Keeper"            |
| 1990        | Boon                         | James Marian          | episodio "Bully Boys"                     |
| 1989        | The Justice Game             | Dominic Rossi         | -                                         |
| 1986        | Dead Head                    | Eddie Cass            | 4 episodios                               |
| 1986        | Kit Curran                   | Kit Curran            | 6 episodios                               |
| 1985        | Victoria Wood: As Seen on TV | Philip                | 2 episodios                               |
| 1985        | That Uncertain Feeling       | John Aneurin Lewis    | miniserie                                 |
| 1983        | Bergerac                     | Giroux                | episodio "A Miracle Every Week "          |
| 1982        | Crown Court                  | John Dickens          | episodio "Talking to the Enemy: Part 1"   |
| 1980        | The Good Companions          | Albert Tuggridge      | 2 episodios                               |
| 1980        | Play for Today               | Felix                 | episodio "The Flipside of Dominick Hide"  |
| 1979        | Diary of a Nobody            | Frank Mutlar          | episodio # 1.3                            |
| 1978        | BBC2 Play of the Week        | Prof. Byron Smith     | episodio "Fearless Frank"                 |
| 1978        | Armchair Thriller            | David Cooper          | 4 episodios                               |
| 1977        | Rock Follies of '77          | Ken Church            | 5 episodios                               |
| 1977        | Seven Faces of Woman         | Jerome                | episodio "She: Anxious Anne"              |
| 1976        | Plays for Britain            | Terrorista            | episodio "The Paradise Run"               |
| 1976        | Rock Follies                 | Ken Church            | 2 episodios                               |
| 1975        | Survivors                    | Norman                | episodio "The Future Hour"                |
| 1974        | Late Night Drama             | -                     | episodio "Ms or Jill and Jack"            |
| 1973        | Beryl's Lot                  | Peter Jaret           | episodio "Getting Up"                     |
| 1969        | Dr. Finlay's Casebook        | Andy Donald           | episodio "Action, Dr. Cameron"            |

### Películas
| Año  | Título                                         | Personaje        | Notas                                                                                      |
| ---- | ---------------------------------------------- | ---------------- | ------------------------------------------------------------------------------------------ |
| 2013 | The Machine                                    | Thomson          | junto a Caity Lotz, Toby Stephens, Sam Hazeldine y Lee Nicholas Harris                     |
| 2011 | Perfect Sense                                  | Jefe             | junto a Eva Green, Ewan McGregor, Connie Nielsen, Stephen Dillane y Ewen Bremner           |
| 2001 | The Fabulous Bagel Boys                        | Det. Morris Rose | junto a Michael French, Alex Norton y Zoë Eeles                                            |
| 1983 | Star Wars: Episode VI - Return of the Jedi     | Wedge Antilles   | junto a Mark Hamill, Harrison Ford y Carrie Fisher                                         |
| 1983 | Local Hero                                     | Urquhart         | junto a Burt Lancaster, Peter Riegert, Fulton Mackay y Alex Norton                         |
| 1980 | Star Wars: Episodio V - El Imperio contraataca | Wedge Antilles   | junto a Mark Hamill, Harrison Ford y Carrie Fisher                                         |
| 1977 | Star Wars: Episodio IV - Una nueva esperanza   | Wedge Antilles   | junto a Mark Hamill, Harrison Ford y Carrie Fisher                                         |
| 1977 | The Man in the Iron Mask                       | Claude           | junto a Richard Chamberlain, Patrick McGoohan, Louis Jourdan, Jenny Agutter y Ian Holm     |
| 1973 | The Merchant of Venice                         | Launcelot Gobbo  | junto a Laurence Olivier, Joan Plowright, Jeremy Brett, Michael Jayston y Anthony Nicholls |

### Videojuegos
| Año  | Título                                      | Personaje      | Notas                           |
| ---- | ------------------------------------------- | -------------- | ------------------------------- |
| 2001 | Star Wars: Rogue Squadron II - Rogue Leader | Wedge Antilles | prestó su voz para el personaje |

### Director y escritor
| Año         | Título                                              | Notas                       |
| ----------- | --------------------------------------------------- | --------------------------- |
| 2010        | In the Mix                                          | corto - director            |
| 2005        | Solid Geometry                                      | corto - director y escritor |
| 1998 - 1999 | Little Malcolm and His Struggle Against the Eunuchs | obra - 'director            |

### Radio
| Año  | Programa                  | Notas               |
| ---- | ------------------------- | ------------------- |
| 1984 | The Kit Curran Radio Show | 6 episodios - radio |

### Apariciones
| Año  | Programa         | Notas                                 |
| ---- | ---------------- | ------------------------------------- |
| 2010 | The Wright Stuff | episodio # 12.59 - panelista invitado |
| 2005 | 2005 TV Moments  | presentador                           |

### Narrador
| Año         | Título                | Notas                                            |
| ----------- | --------------------- | ------------------------------------------------ |
| 2011 - 2012 | Time Shift            | 3 episodios - narrador                           |
| 2010        | The Beauty of Maps    | 4 episodios - narrador                           |
| 2008        | Selling the Sixties   | narrador                                         |
| 2007        | A New Body at Last    | video - narrador                                 |
| 2005        | Kings of Construction | narrador                                         |
| 2004        | World's Worst Century | documental - narrador                            |
| 2003        | A World in Arms       | miniserie - narrador                             |
| 2003        | Revealed              | episodio "Who Killed Marilyn Monroe?" - narrador |
| 2001        | The Real Hughie Green | narrador                                         |
| 1999 - 2000 | Reputations           | 2 episodios - narrador                           |
| 1982        | Timewatch             | documental - narrador                            |

### Teatro
| Año         | Obra                             | Personaje          | Director (a)         | Teatro               | Notas                                                          |
| ----------- | -------------------------------- | ------------------ | -------------------- | -------------------- | -------------------------------------------------------------- |
| 2011        | The Acid Test                    | Jim                | Simon Godwin         | Royal Court Theatre  | junto a Phoebe Fox, Vanessa Kirby y Lydia Wilson               |
| 2009        | A House Not Meant To Stand       | -                  | Jamie Lloyd          | Donmar W. Theatre    | junto a Tom Riley, Alun Armstrong y Felicity Jones             |
| 2008        | La Cage Aux Folles               | George             | -                    | Playhouse Theatre    | -                                                              |
| 1995        | Lust                             | Horner             | -                    | Haymarket Theatre    | -                                                              |
| 1993        | Oleanna                          | John               | -                    | Duke of York Theatre | -                                                              |
| 1990        | Volpone                          | Mosca              | Nicholas Hytner      | Almeida Theatre      | junto a Ian McDiarmid, Philip Locke, Cyril Shaps y Marc Warren |
| 1988        | The Film Society                 | Jonathon Balton    | Michael Attenborough | Hampstead Theatre    | junto a Dinah Stabb, James Aubrey y Margery Mason              |
| 1987        | The Importance of Being Earnest  | Algernon Moncrieff | Donald Sinden        | Royalty Theatre      | junto a Wendy Hiller, Clive Francis y Gabrielle Drake          |
| 1986 - 1987 | Ashes                            | Colin              | -                    | Bush Theatre         | -                                                              |
| 1986        | Lend Me a Tenor                  | Max                | -                    | Globe Theatre        | -                                                              |
| 1984        | The Lucky Chance                 | Bellmour           | -                    | Royal COurt Theatre  | -                                                              |
| 1983 - 1984 | Mr. Cinders                      | Jim Lancastar      | -                    | King's Head Theatre  | junto a Christina Matthews, Philip Bird y Mark Hutchinson      |
| 1980        | Pal Joey                         | -                  | -                    | Albery Theatre       | junto a Siân Phillips                                          |
| 1979        | Fifty Words--Bits of Lenny Bruce | -                  | -                    | King's Head Theatre  | -                                                              |
| 1978        | A Greenish Man                   | Patrick            | -                    | Bush Theatre         | -                                                              |
| 1978        | We Can't Pay! We Won't Pay!      | Luigi              | -                    | Half Moon Theatre    | -                                                              |
| 1977        | Censored Scenes from King Kong   | Stephen            | -                    | Open Space Theatre   | -                                                              |
| 1977        | The Dog Ran Away                 | Hermano David      | -                    | Hampstead Theatre    | -                                                              |
| 1975        | Kidnapped at Christmas           | Warder Mullins     | -                    | Shaw Theatre         | -                                                              |
| 1973        | Sarah B. Divine                  | -                  | -                    | Cochrane Theatre     | -                                                              |
| 1973        | Kaspar                           | -                  | -                    | Almost Free Theatre  | -                                                              |
| 1972        | England's Ireland                | -                  | -                    | Round Housee Theatre | -                                                              |
| 1971        | Titus Andronicus                 | Martius            | -                    | Round House Theatre  | -                                                              |
| -           | Twelfth Night                    | -                  | -                    | -                    | junto a Diane Fletcher                                         |

## Premios y nominaciones
| Año  | Categoría                                               | Premio                         | Serie/Teatro | Resultado |
| ---- | ------------------------------------------------------- | ------------------------------ | ------------ | --------- |
| 2008 | Outstanding Actor - Mini Series                         | Golden Nymph Award             | Jekyll       | Nominado  |
| 2006 | Outstanding Supporting Actor in a Miniseries or a Movie | Primetime Emmy Award           | Bleak House  | Nominado  |
| 2006 | Best Actor                                              | BAFTA TV Award                 | Bleak House  | Nominado  |
| 1984 | Best Actor in a Musica                                  | Laurence Olivier Theatre Award | Mr. Cinders  | Ganó      |